# 潘丽娜
潘丽娜（1977年7月18日—），中国足球运动员，中国国家女子足球队成员，司职中场。她曾参加2002年亚洲运动会和2006年亚洲运动会，分别获得银牌和铜牌。